# Raphaël Mapou
Raphaël Mapou est un homme politique indépendantiste et coutumier kanak, né à la tribu d'Unia à Yaté le 9 octobre 1955. Ancien porte-parole du Parti de libération kanak (Palika) de 1989 à 1998, maire de Yaté de 1990 à 1995, il est ensuite membre fondateur de la Fédération des comités de coordination indépendantistes (FCCI) de 1998 à 2002. Sous cette étiquette, il participe au 2e gouvernement de Nouvelle-Calédonie issu de l'Accord de Nouméa, présidé par Pierre Frogier, du 17 octobre 2001 au 29 juillet 2002, chargé des affaires coutumières. Il est le secrétaire général depuis sa création en 2001 du Comité Rhéébù Nùù.

## Carrière professionnelle
Raphaël Mapou est natif de la tribu d'Unia, au nord de Yaté, sur la côte Est de la Grande Terre. Un de ses frères, Louis Mapou, fait également une carrière politique.
Il fait l'essentiel de sa scolarité dans des établissements privés catholiques, avec la perspective étant jeune de devenir prêtre : à l'école d'Unia puis au petit séminaire Saint-Tarcissius de Canala pour le primaire puis au séminaire Saint-Léon de Païta pour le début du secondaire.
Il abandonne toutefois sa vocation et quitte le séminaire pour le lycée technique de Nouméa où il obtient son baccalauréat professionnel de technicien en génie civil en 1975. Il se rend ensuite en France métropolitaine pour parfaire sa formation à l'École spéciale des travaux publics, du bâtiment et de l'industrie (ESTP, ou « école Eyrolles ») de Paris. Mais, ayant alors fondé une famille avec une étudiante néo-calédonienne, Paulette Takara, il abandonne rapidement ses études pour entrer dans la vie active.
Il est embauché comme conducteur de travaux par une PME de la région parisienne, avant de revenir à Yaté au début des années 1980. Il y est d'abord employé municipal (adjoint technique puis faisant office de secrétaire de mairie entre 1984 et 1989), puis crée sa propre petite entreprise en bâtiment et travaux publics (BTP), la « Société tous travaux et constructions horizon 2000 » (STTCH 2000).

## Cadre du Palika
Raphaël Mapou commence à militer au sein du Parti de libération kanak (Palika), mouvement indépendantiste d'inspiration marxiste-léniniste, peu de temps après sa création en juillet 1975 et, étant alors étudiant à Paris, il est l'un des membres fondateurs du Groupe des Kanak en France (GKF). Après son retour en Nouvelle-Calédonie, il s'implique activement durant les « Évènements » qui opposent violemment partisans et opposants de l'indépendance entre 1984 et 1988, en étant un militant du Front de libération nationale kanak et socialiste (FLNKS) au sein duquel le Palika apparaît comme l'aile gauche et radicale, favorable à la lutte sociale sur un modèle marxiste et au boycott des institutions.
Après la signature des accords de Matignon en 1988 et le rétablissement de la paix civile, le Palika accepte le compromis trouvé et modère sa position. C'est à partir de cette date que Raphaël Mapou devient l'un des cadres dirigeants du mouvement. Il est ainsi à partir de 1989 son porte-parole, et en est de fait à partir de cette date le numéro 2, derrière le maire de Poindimié Paul Néaoutyine, devenu président unitaire du FLNKS en 1990. Cette même année, à l'occasion d'une élection municipale partielle, Mapou devient maire de Yaté au détriment de l'autre composante importante du FLNKS, l'UC, et le reste jusqu'en 1995, étant battu en retour par l'UC de Hubert Newedou. Et lorsque le Palika, de plus en plus en opposition interne au sein du FLNKS avec l'Union calédonienne (UC), décide de monter des listes dissidentes aux élections provinciales du 9 juillet 1995, baptisées « Union nationale pour l'indépendance » (UNI), Raphaël Mapou mène celle au Sud. Il l'ouvre à la section locale du Parti socialiste (PS), avec son secrétaire fédéral et fondateur Max Chivot en troisième position. Il s'oppose ainsi non seulement au parti majoritaire sortant, le Rassemblement pour la Calédonie dans la République (RPCR) anti-indépendantiste du député Jacques Lafleur, mais également à la liste officielle du FLNKS menée par le grand-chef de Saint-Louis (au Mont-Dore) Rock Wamytan, membre de l'UC. La candidature Mapou n'arrive alors qu'en septième position parmi 10 listes présentées, avec 1 940 voix (4,3 %) et aucun des 32 sièges à pourvoir. Il arrive loin derrière le RPCR (47,12 %, 18 élus) ou le FLNKS de Wamytan (9,82 %, 3 élus).

## La dissidence et la FCCI
La question d'ouvrir de nouvelles négociations avec les anti-indépendantistes et l'État afin d'éviter que le référendum d'autodétermination soit tenu aussi tôt que 1998 (date prévue par les accords de Matignon, la certitude qu'une telle consultation se solderait par la victoire du « non » à l'indépendance et la déception des militants du FLNKS qu'occasionnerait un tel résultat font craindre la réouverture des blessures causées par les « Évènements » et donc un retour de la violence) se font jour dès le début des années 1990. Le 19 septembre 1996, le FLNKS, désormais présidé par Rock Wamytan, pose un « préalable minier » avant toute discussion sur l’avenir institutionnel du pays. Il demande en effet l'obtention du massif minier de Tiébaghi pour alimenter la future usine du Nord de la Société minière du Sud Pacifique (SMSP, propriété de la Province Nord). Cette décision cause de nombreux désaccords internes, que ce soit au Palika (qui souhaite à partir de la fin 1997 reprendre les négociations sans préalable, même si lui-même est divisé entre un Palika-Nord mené par Paul Néaoutyine plus favorable au préalable et un Palika-Sud qui, derrière Raphaël Mapou, souhaite reprendre les négociations au plus vite et sans condition) ou de l'UC (Rock Wamytan, à l'origine pour les pourparlers, s'est rangé au préalable qui a surtout été défini par une nouvelle direction du parti mise en place en 1996 et menée par Bernard Lepeu, à quoi s'oppose l'ancien exécutif qui était présidé depuis 1989 par François Burck ainsi que le président de la Province Nord Léopold Jorédié). Finalement, dès décembre 1997, Burck, Jorédié et Mapou s'allient avec d'autres figures indépendantistes modérées non membres du FLNKS (Nidoïsh Naisseline du mouvement Libération kanak socialiste, dit LKS, et Cono Hamu du Front pour le développement des îles Loyauté, ou FDIL) au sein de « Comités de coordination indépendantistes » chargés de commencer à discuter avec le RPCR, sans préalable minier. Ce dernier étant finalement levé par le FLNKS, qui a obtenu gain de cause de l'État, en février 1998, l'accord de Nouméa est finalement conclu le 5 mai 1998.
Le 30 mai suivant est créée la Fédération des comités de coordination indépendantistes (FCCI), nouveau parti indépendantiste qui décide de coopérer dans les institutions avec le RPCR. Raphaël Mapou en devient le porte-parole, formant avec François Burck (président) et Léopold Jorédié (commissaire politique) un véritable triumvirat, et mène la liste de ce nouveau mouvement aux premières élections provinciales organisées dans le cadre du nouveau statut transitoire créé par l'accord de Nouméa, le 9 mai 1999, dans le Sud. Baptisée « Un chemin pour la vie », et ouvert à la petite formation « accordiste » (neutre sur la question de l'indépendance et voulant se concentrer sur la construction d'une identité commune inter-ethnique néo-calédonienne) « Citoyens pour construire » d'Isabelle Ohlen (présente en troisième position), elle obtient le cinquième score sur huit avec 2 852 voix, soit 5,75 % des suffrages exprimés mais 4,3 % des inscrits. Il n'obtient encore une fois aucun élu, à moins de 500 votes près (le seuil minimal étant fixé à 5 % des inscrits). La FCCI obtient toutefois 4 élus sur 22 à l'Assemblée de la Province Nord et 2 sur 14 aux Îles Loyauté, et donc 4 sur 54 au Congrès où ils forment un groupe commun avec le RPCR, totalisant à eux deux 28 sièges, soit tout juste la majorité absolue.
Lors des élections municipales de 2001, Mapou mène la liste de la FCCI à Yaté, qui obtient la deuxième place avec 6 sièges sur 19, derrière les 9 élus du Palika désormais mené dans la commune par Adolphe Digoué. Mais surtout, le score cumulé de la FCCI et du RPCR (493 voix) dépasse celui des deux listes issues du FLNKS (489). Mais la logique de la répartition des sièges (3 pour le RPCR de Robert Attiti, 1 pour l'UC de Marc Homou) les maintient dans l'opposition et permet à Adolphe Digoué d'être élu avec le soutien de 10 conseillers municipaux. Cette élection est toutefois annulée par le tribunal administratif de Nouméa, du fait de la distribution par une association d'« enveloppes » de 15 000 F CFP alimentées par des subventions municipales à un certain nombre d’habitants, officiellement pour les aider à payer leur facture d’électricité mais considérées par l'instance judiciaire comme étant de nature à vicier les résultats du vote. Un nouveau scrutin est ainsi organisé le 21 avril 2002, avec les mêmes principaux acteurs en présence. Le résultat aboutit à la même répartition des sièges qu'en 2001 : 9 pour le Palika d'Adolphe Digoué, 6 pour la FCCI de Raphaël Mapou, 3 pour le RPCR de Robert Attiti et 1 pour l'UC de Marc Homou. Or, ce dernier, en désaccord avec le maire sortant, apporte son soutien à Attiti et donne la possibilité de voir se former une majorité RPCR-FCCI. Mais les querelles de personnes et familiales empêchent Attiti de se mettre d'accord avec Raphaël Mapou, qui maintient sa candidature aux trois tours de scrutin, permettant finalement à Adolphe Digoué de rester premier magistrat à la majorité relative (9 voix pour lui, 6 pour Mapou et 4 pour Attiti).
Raphaël Mapou est avancé en 8e place sur la liste RPCR-FCCI menée par Pierre Frogier pour l'élection des 11 membres du 2e gouvernement issu de l'accord de Nouméa, du 3 avril 2001. La répartition des sièges initialement annoncée en donne alors 7 à la liste Frogier, contre 3 au FLNKS (Palika, RDO et minorité de l'UC menée par Rock Wamytan) et 1 à l'UC. Raphaël Mapou et la FCCI contestent alors ce résultat, le scrutin proportionnel selon la règle de la plus forte moyenne sans adjonction ni suppression donnant, pour l'attribution du onzième et dernier siège, un coefficient égal pour le huitième de l'alliance RPCR-FCCI (Mapou) et le troisième du FLNKS (Aukusitino Manuohalalo du RDO). Ce dernier a à l'origine été élu au bénéfice de l'âge, étant l'aîné de 8 ans de Raphaël Mapou, mais celui-ci et son parti estiment que c'est au candidat de la liste ayant obtenu le plus de votes en général d'être désigné et saisissent donc le 6 avril 2001, conjointement avec le Haut-commissaire de la République Thierry Lataste qui partage leur analyse, le Conseil d'État. Dans son jugement rendu le 1er octobre 2001, la plus haute juridiction administrative française leur donne raison, estimant que « les dispositions précitées de la loi organique du 19 mars 1999 ne prévoient pas les modalités de répartition du dernier siège en cas d’égalité des moyennes des listes ; que toutefois, dans un tel cas et dans le silence des textes, il y a lieu de retenir le principe dont s’inspirent notamment l’article L. 338 du code électoral pour l’élection des conseillers régionaux, l’article L. 262 du même code pour les élections municipales dans les communes de 3500 habitants et plus et l’article 192 de la loi organique du 19 mars 1999 relative à la Nouvelle-Calédonie pour l’élection des membres des assemblées de province, et selon lequel si, dans un tel scrutin, plusieurs listes ont la même moyenne pour l’attribution du dernier siège, celui-ci est attribué à la liste qui a obtenu le plus grand nombre de suffrages ». L'élection d'Aukusitino Manuohalalo est donc annulée (sa démission est effective le 16 octobre) et Raphaël Mapou est déclaré élu à sa place (prenant officiellement ses fonctions le 17 octobre).
Il hérite dans un premier temps du secteur d'animation et de contrôle laissé vacant par Aukusitino Manuohalalo, à savoir la Santé et la Protection sociale, mais, celui-ci retrouve l'exécutif local dès le 31 octobre local grâce à la démission en sa faveur de Rock Wamytan. À compter de cette date, Mapou prend donc en charge les dossiers jusque-là gérés par ce dernier, soit les Affaires coutumières et les Relations avec le Sénat coutumier et les Conseils coutumiers. À ce poste, il organise notamment les manifestations de la Journée internationale de la langue maternelle du 21 février 2002 et engage les travaux pour la création d'une Académie des langues kanak prévue par l'accord de Nouméa (qui va finalement être effective en 2007).

## L'éloignement avec le RPCR
Soucieux de rendre son mouvement plus visible sur la scène politique locale par rapport aux deux blocs traditionnels, Raphaël Mapou se présente aux élections législatives de juin 2002 dans la 2e circonscription (soit l'ensemble de la Grande Terre à l'exception de Nouméa, ainsi que les îles Belep) face au sortant du RPCR (et président du gouvernement) Pierre Frogier. Il justifie sa candidature en estimant que la FCCI n'est « ni le Rassemblement ni le FLNKS mais un jeune parti politique qui se doit de défendre lui-même ses idées et ses projets ». Il prend pour suppléant le conseiller de la Province Nord et du Congrès et ancien maire de Pouébo (de 1995 à 2001) Jean-Marc Pidjo. Il indique que, s'il était élu, il siégerait comme « non inscrit » à l'Assemblée nationale, et met en avant tout particulièrement son opposition à l'attribution, alors voulue par le RPCR, d'un permis de recherche sur le gisement minier de Prony, dans le Grand Sud, à Goro Nickel, filiale du groupe canadien Inco, pour un montant qu'il juge insuffisant. Ainsi, il déclare : « Quand, en plus, le président de la Province sud et le président du gouvernement cèdent gratuitement le gisement de Prony, représentant environ 200 millions de tonnes de minerais latéritiques dont la valeur estimée avoisine les 30 milliards de francs, nous nous demandons quels sont les intérêts ici défendus ». Il obtient au premier tour 1 172 voix (4,4 %), arrivant quatrième sur sept candidats.
De plus en plus en porte-à-faux avec le RPCR sur le dossier minier, il commence à animer un « comité de développement », unissant coutumiers et hommes politiques du Grand Sud et qui va finir par prendre le nom de « Comité Rhéébù Nùù », qui organise des journées d'action et de rassemblement sur le site de Goro Nickel. Désavoué sur la forme plutôt que sur le fond par les autres dirigeants de la FCCI, François Burck lui adresse au mois de juillet 2002 une lettre lui demandant de démissionner du gouvernement. Puis, devant son refus de s'exécuter, c'est le groupe RPCR-FCCI au Congrès qui adresse, conformément aux dispositions de la loi organique, une requête au président de l'exécutif Pierre Frogier pour démettre Mapou de sa fonction. Ce qui est décidé lors de la réunion collégiale du gouvernement du 25 juillet 2002. Raphaël Mapou réagit à son éviction en s'interrogeant : « Fallait-il capituler devant le bradage des intérêts calédoniens en ce qui concerne le domaine minier et industriel du Sud qui remet en cause aujourd’hui la construction de l’usine du Nord ? », et en estimant « qu’il aurait été préférable d’attendre la convention de la FCCI, le 3 août, qui devra statuer entre autres sur mon cas. Il est regrettable, écrit-il, de constater que certains responsables de la FCCI, sans attendre cette réunion, ont préféré anticiper en s’alignant sur le diktat du RPCR ». Il reçoit le jour même le soutien de deux des quatre élus de la FCCI dans le Nord, Paul Kasarhérou et Jean-Marc Pidjo. Quoi qu'il en soit, la convention du mouvement réunie le 3 août 2002 à Poya, tout en entérinant la décision de le faire partir du gouvernement, a décidé de soutenir Mapou dans son combat contre l'usine du Sud et de redéfinir les cadres de son alliance avec le principal parti anti-indépendantiste de Nouvelle-Calédonie. Raphaël Mapou finit par quitter le parti pour se concentrer sur le Comité Rhéébù Nùù et la lutte contre Goro Nickel.

## Dirigeant du Comité Rhéébù Nùù, du Caugern puis de l'ICAN et d'USUP
Raphaël Mapou devient à partir de 2002 le secrétaire général et le principal porte-parole du Comité Rhéébù Nùù, qui mêle revendications coutumières et écologistes contre le projet d'usine du Sud. Il organise, en partenariat avec d'autres organisations (notamment le syndicat indépendantiste USTKE de Gérard Jodar, mais aussi les Verts Pacifique de Didier Baron) des blocages du chantier de Goro, des marches, manifestations et recours administratifs. La démarche du Comité Rhéébù Nùù se généralise à l'ensemble de l'archipel, tout particulièrement là où terres coutumières et exploitations minières cohabitent, à travers un « Conseil autochtone pour la gestion des ressources naturelles en Kanaky-Nouvelle-Calédonie » (Caugern), fondé en juillet 2005 à Thio et dont Raphaël Mapou devient également l'un des dirigeants.
Pour les élections provinciales du 9 mai 2004, il s'associe aux Verts Pacifique pour mener une liste « Patrimoine et environnement avec les Verts » en Province Sud. Il défend deux principales revendications : « repositionner nos usines et nos mines dans le cadre du développement durable » où les Kanak auraient un rôle de premier plan, et la défense et la stabilisation du patrimoine foncier coutumier. Elle réalise un très faible score, avec uniquement 861 votes (1,57 %), mais réunit tout de même plus du double du score de la liste FCCI de François Burck (426 suffrages, 0,78 %). Puis, le Comité Rhéébù Nùù monte également sa propre liste, baptisée « Rhéébù Nùù au service de la commune de Yaté », aux élections municipales de mars 2008 à Yaté. Elle est tirée par Étienne Ouetcho, tandis que Raphaël Mapou figure en neuvième position. Elle remporte le scrutin, avec 519 voix et 44,63 % des suffrages exprimés, et 9 sièges sur 19. Mapou reste donc, pour le quatrième mandat successif, conseiller municipal, tandis qu'Étienne Ouetcho est élu maire à la majorité relative (9 voix) contre le sortant Adolphe Digoué (6 votes, soit les 4 élus de sa liste Palika et les 2 de l'UC), tandis que les 4 anti-indépendantistes (2 Avenir ensemble et 2 RPCR) ont voté blanc. Ensuite, en vue des élections provinciales du 10 mai 2009, Raphaël Mapou, avec Rhéébù Nùù, participe en janvier 2009 à la création d'un « Collectif autochtone pour une liste unitaire en province Sud », qui soutient finalement la candidature du FLNKS menée par Rock Wamytan.
Sa mise en avant comme le représentant médiatique de Rhéébù Nùù lui vaut des critiques de certains grands-chefs et chefs du Sud (dont certains membres du Comité) qui lui reprochent de ne pas avoir de légitimité coutumière pour parler en leur nom, notamment le grand-chef (et maire RPCR) de l'Île des Pins Hilarion Vendégou (président du conseil de l'Aire coutumière Djubéa-Kaponé de 2002 à 2008), de Valentin Agouréré (président du conseil des anciens de Goro, dépositaire de l’autorité coutumière de la tribu et du district correspondant depuis le décès du grand-chef Charles Attiti en 2004), de Robert Attiti (chef du clan Attiti et vice-président du Comité, mais aussi conseiller municipal Avenir ensemble et ex-RPCR de Yaté) ou de Germain Djawari (représentant du grand-chef Robert Moyatéa, rival de Rock Wamytan au sein de la tribu de Saint-Louis et du district du Mont-Dore, également membre historique du RPCR). Ces derniers contestent notamment à Raphaël Mapou, qualifié de « sujet du grand chef d’Unia, sans autorité coutumière personnelle », le droit de « s’autoproclamer représentant exclusif des coutumiers du Sud ».
De plus, ses actions souvent musclées lui valent plusieurs démêlés judiciaires. Il est ainsi interpellé le 4 février 2005 après un blocage avec dégradations pendant quatre jours du site de Goro Nickel. Il est ensuite mis en examen en mai 2006 « pour complicité de participation à un attroupement armé et entrave à la circulation », tout en contre-attaquant alors en portant plainte contre le président de l'Assemblée de la Province Sud, Philippe Gomès (Avenir ensemble), pour « prise illégale d’intérêt », et contre le directeur général de Goro Nickel, Ron Renton, pour « corruption active » (ceux-ci répondent à leur tour par des plaintes pour « diffamation et dénonciation calomnieuse »). Ces plaintes croisées font respectivement l'objet d'un non-lieu et d'un rejet. Le 4 mai 2006, Rhéébù Nùù est condamné en appel à verser 900 000 F CFP de dommages et intérêts au bénéfice de Goro Nickel pour des dégradations commises lors d'un précédent blocage remontant à mars 2004. Le combat se fait ensuite moins sur le terrain que sur le plan judiciaire à partir de 2006.        
Finalement, la sortie de crise semble réellement atteinte avec la signature d'un pacte pour le développement durable le 27 septembre 2008 entre les chefferies du Sud, les sénateurs coutumiers de l'Aire Djubéa-Kaponé, le comité Rhéébù Nùù et Goro Nickel, consistant en une enveloppe comprise entre 9,8 et 40 milliards de F CFP (entre 82 et 335,2 millions d'euros environ) échelonnés sur 30 ans. Il prévoit, dans le cadre d'un schéma participatif, outre un fort investissement pour limiter le risque écologique lié à l'activité industrielle (notamment par un programme de reboisement de 2,4 milliards de Francs pacifique, soit 20 millions d'euros, renégociables au bout de 6 ans), d'intégrer davantage les populations locales dans le projet en leur donnant un rôle de surveillance environnementale et en améliorant leurs conditions de vie par le biais d'une « fondation d'entreprise pour le développement participatif et durable des communautés du Grand Sud » et d'un « comité coutumier consultatif environnemental » pouvant demander des études et former des techniciens environnementaux issus des tribus,. Depuis la signature de cet accord, les derniers obstacles à la construction semblent levés : le projet obtient le 9 octobre 2008 les permis ICPE pour l'usine et le centre de production métallurgique et pour le parc des résidus, l'entrée en production est prévue pour 2009 pour une pleine capacité d'ici 2013. Raphaël Mapou est porté à la présidence de L'Observatoire de l'Environnement en Nouvelle-Calédonie (L'OEIL), créé dans la continuité de ce pacte pour le développement durable en avril 2009.
Par ailleurs, Raphaël Mapou s'investit dans d'autres actions de nature coutumières. Directeur de cabinet des présidents successifs du Sénat coutumier de 2005 à 2010, il est désigné comme porte-parole par le clan Betoe qui revendique des terres de Nouville, un des quartiers de Nouméa,. Il est également impliqué dans l'affaire de l'expulsion de certains clans de sa tribu d'origine, Unia. Il tente d'apparaître en médiateur entre la chefferie et ses partisans d'une part et les expulsés d'autre part, mais ceux-ci lui reprochent d'être lui-même favorable au premier camp.
Mais sa carrière au Sénat coutumier l'amène également à reprendre ses études. Il obtient ainsi un master en 2012 et finalement un doctorat en droit public de l'université de Perpignan en 2018, avec une thèse sur l'« Analyse dialectique des transformations du droit en Nouvelle-Calédonie : l'état colonial républicain face aux institutions juridiques Kanakes » préparée sous la direction de François Féral.
À partir de la deuxième moitié de l'année 2020 et au début de 2021, il revient sur le devant de la scène politique et médiatique dans le cadre d'un nouveau conflit entre pro et anti-indépendantistes concernant la mise en vente par Vale de l'usine du Sud. Les premiers, dont Raphaël Mapou, prônent un socialisme et nationalisme industriel, assurant au territoire « la maîtrise de la ressource et le contrôle des outils de production », qui prendrait la forme d'une reprise par la Société financière et de développement de la Province Nord (Sofinor, déjà propriétaire de la SMSP et donc de l'usine du Nord) et le coréen Koréa Zinc jusqu'à ce que ceux-ci se retirent le 7 décembre 2020. Les seconds, menés par la présidente de l'Assemblée de la Province Sud Sonia Backès, défendent une ligne libérale soutenant un partenariat entre des acteurs publics (surtout la Société de participation minière du Sud calédonien SPMSC qui réunit les trois provinces, à majorité pour le Sud) et privés, d'abord avec l'australien New Century Resources qui finalement se retire le 8 septembre 2020,, puis un consortium unissant le suisse Trafigura à des investisseurs locaux,,,. Ce conflit, dans un contexte de tensions ravivées par le résultat du référendum du 4 octobre 2020, donne lieu à des manifestations parfois violentes.
En effet, le collectif « Usine du Sud = usine pays » (USUP) et l'Instance coutumière autochtone de négociation (ICAN, qui regroupe les autorités coutumières) de Raphaël Mapou, soutenus par les partis indépendantistes (FLNKS, DUS ainsi que le Mouvement nationaliste pour la souveraineté de Kanaky MNSK qui regroupe le Parti travailliste et le Mouvement nationaliste, indépendantiste et souverainiste MNIS), réclamant une reprise « pays » de cette importante structure industrielle, organisent des blocages de route notamment au niveau de Saint-Louis ou des dégradations sur le site de l'usine. Les conséquences sont tant économiques que politiques : l'usine est mise à l’arrêt le 10 décembre 2020, le gouvernement chute le 2 février 2021 par la démission collective de ses membres indépendantistes et le nouvel exécutif élu le 17 février suivant est le premier depuis l'accord de Nouméa à avoir une majorité de partisans de l'accès à la souveraineté.
Raphaël Mapou signe finalement le 4 mars 2021 un accord politique avec le président du Congrès Rock Wamytan (qui a servi de « facilitateur » dans les négociations), d'autres représentants de l'USUP et de l'ICAN ainsi que du FLNKS et ceux des Loyalistes (dont surtout Sonia Backès). Le projet de reprise par une alliance publique-privée avec Trafigura, baptisée Prony Resources, est conservée, mais avec 51 % de participation privée néo-calédonienne non diluable (30 % pour la Compagnie financière de Prony qui réunit les investisseurs néo-calédoniens et 21 % pour les employés et la population locale), 30 % pour la SPMSC (et donc les provinces, qui ne devaient posséder que 10 % voire au maximum 20 % avec PromoSud dans la première proposition de ce consortium) contre moins de 20 % pour le groupe suisse (19 % au lieu des 25 % initialement prévus). Bien que non actionnaire, le géant américain de la construction de voitures électriques Tesla intègre le projet pour servir « de conseiller technique dans le développement et l’amélioration du procédé industriel, dans le cadre d’un accord d’approvisionnement à long terme de sa chaîne de production », assurant un débouché durable au « nickel éthique » que devra produire l'usine. Plus encore, les titres miniers du gisement de Goro auquel est adossée l’usine seront détenus par la collectivité de la Province Sud (via PromoSud) et donneront droit à une redevance. Raphaël Mapou souligne particulièrement les garanties environnementales et prévient que : « Si en 2024 les résultats ne sont pas bons, on reverra la participation de Trafigura, on reverra l'actionnariat. »,.
Il est mis en examen avec cinq autres personnes et placé sous contrôle judiciaire le 7 mai 2021 pour les violences commises lors de ce conflit sur le rachat de l'usine du Sud. Il est, de plus, placé en garde à vue le 10 juin 2021 dans le cadre d’investigations financières sur des entreprises créées dans le cadre du « Pacte pour un développement durable du Grand Sud » de 2008. Il est alors suspecté « d’abus de pouvoir, et de faux et usage de faux concernant un procès-verbal du conseil de surveillance et un procès-verbal d’assemblée générale de la SAS Sud Investissement datant de 2013, qui autorise la modification des statuts constitutifs de la SAS Sud Reboisement ainsi que la cession par la SAS Sud Reboisement de 255 actions au profit d’investisseurs » ainsi que « d’abus de biens sociaux et complicité d’abus de biens sociaux au préjudice de la SAS Sud Reboisement [...] au regard du prix fixé manifestement très bas des 255 actions qui ont été cédées à Rheebu Nuu ». 